# Tulumella bahamensis
Tulumella bahamensis är en kräftdjursart som beskrevs av Jill Yager 1988. Tulumella bahamensis ingår i släktet Tulumella och familjen Tulumellidae. Inga underarter finns listade i Catalogue of Life.